# 沙灘網球
沙灘網球是在沙灘上進行的結合網球和排球元素的球類運動。此運動自1970年代於義大利興起，2000年代初才開始在世界範圍內傳播，規則與網球很像，每隊2-4名運動員要前後攔擊球而不讓球反彈，每隊允許擊球一次，當擊球至外線或者觸及地面，對方計為一分。

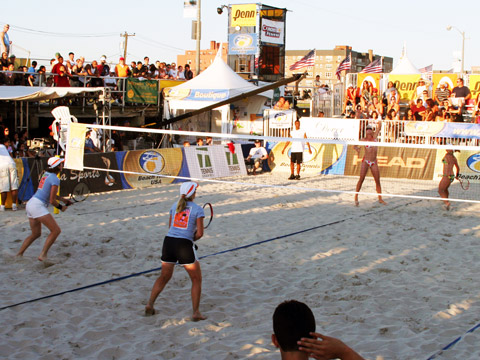